# شعب الغملي (ردفان)

تعديل مصدري - تعديل

شعب الغملي هي إحدى قرى عزلة الحبيلين بمديرية ردفان التابعة لمحافظة لحج، بلغ تعداد سكانها 31 نسمة حسب تعداد اليمن لعام 2004.